# Провидіння (Цілком таємно)
Провидіння (англ. Providence) — 10-й епізод дев'ятого сезону серіалу «Цілком таємно». Епізод належить до «міфології серіалу» та надає змогу краще з нею ознайомитися. Прем'єра в мережі «Фокс» відбулася 10 березня 2002 року.
У США серія отримала рейтинг Нільсена, рівний 5.2, це означає — в день виходу її подивилися 8.4 мільйона глядачів.

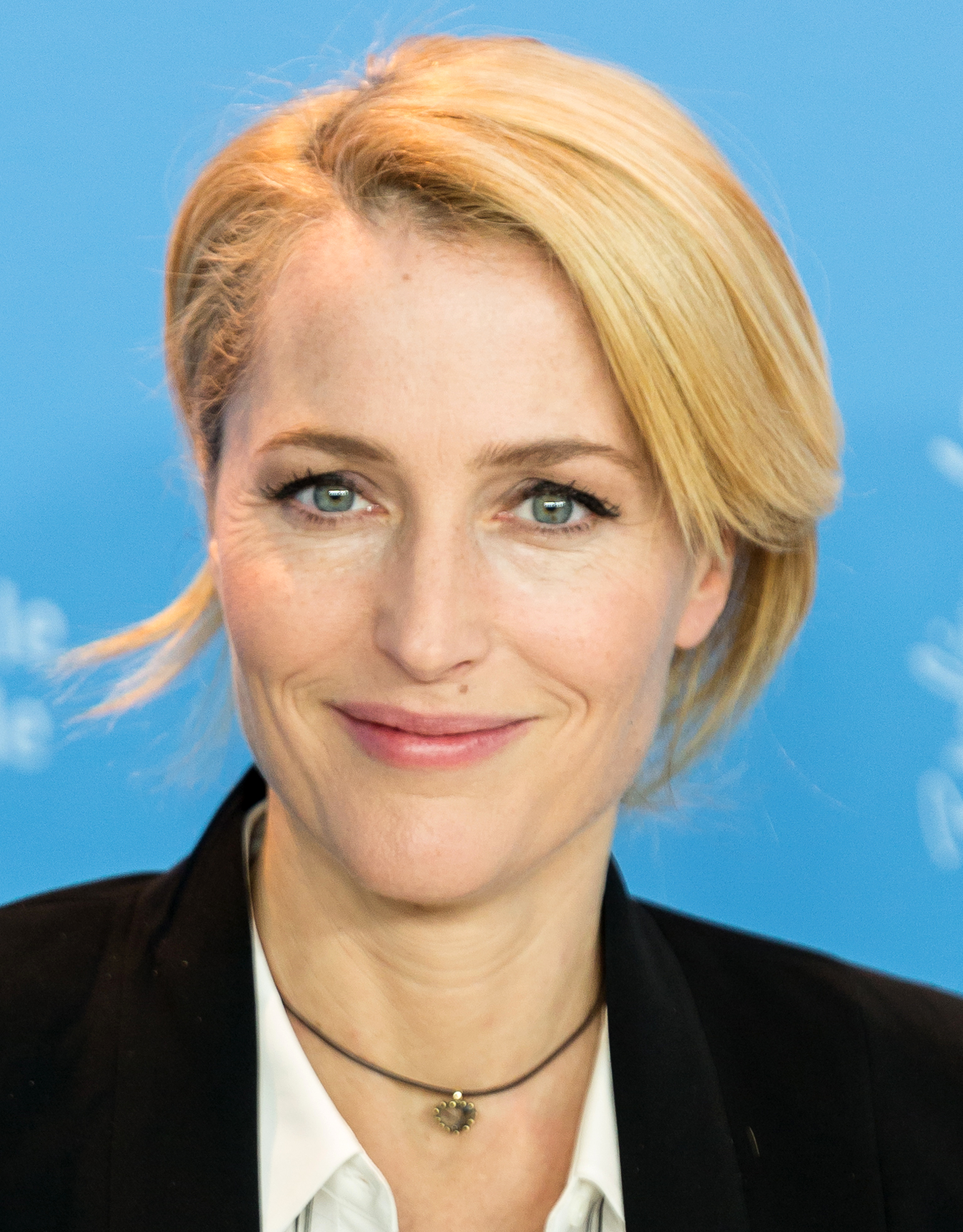

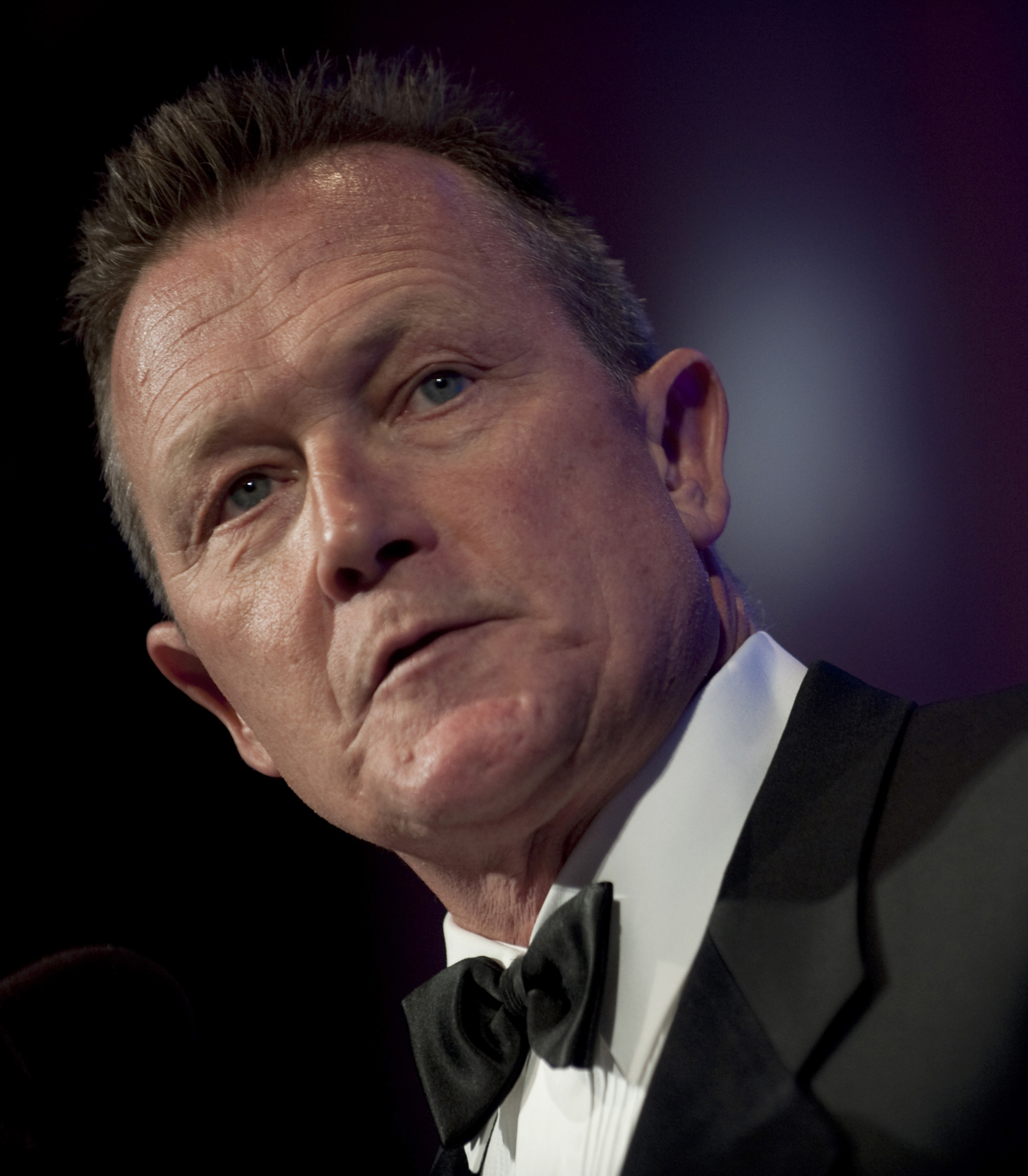

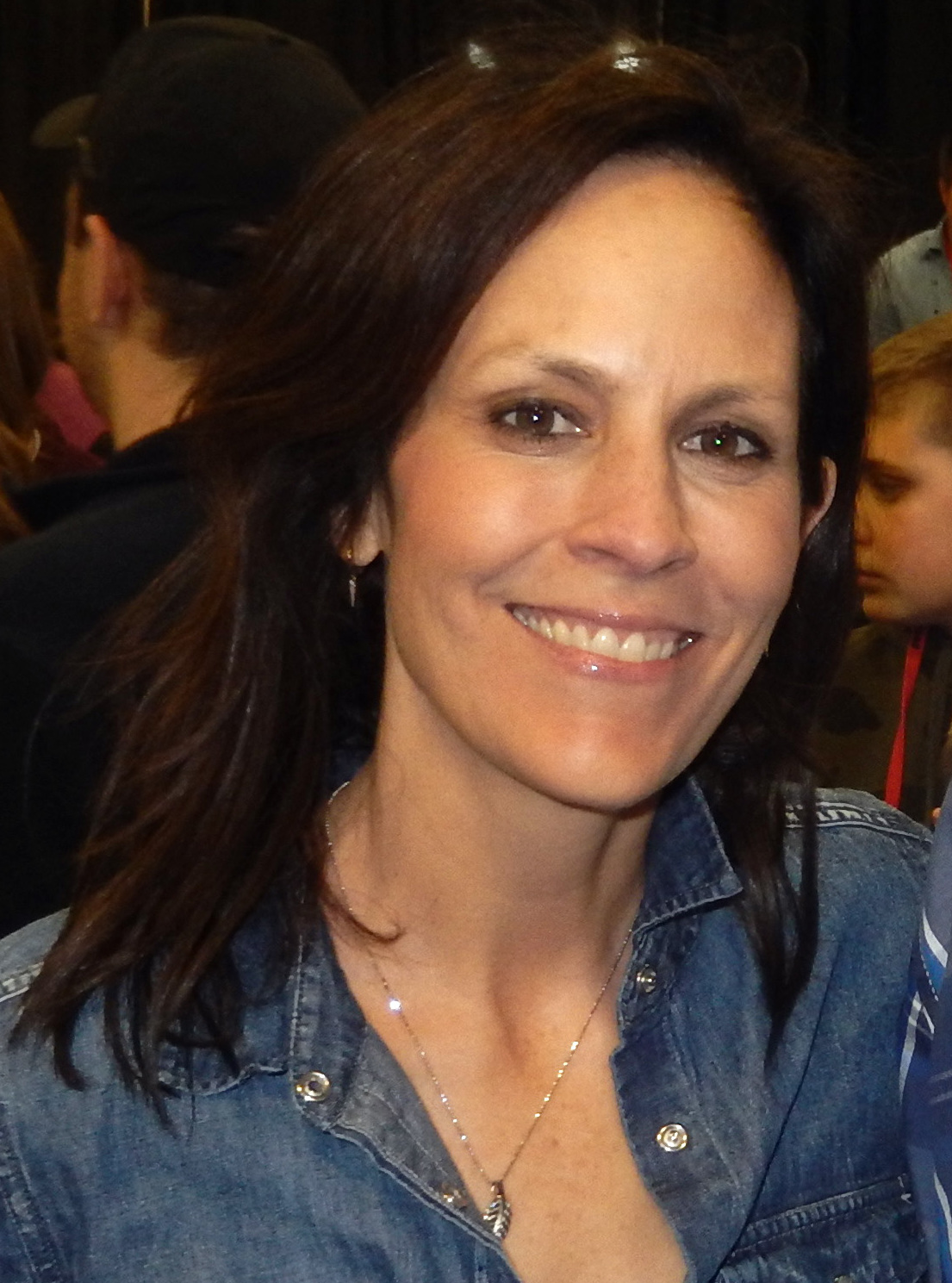

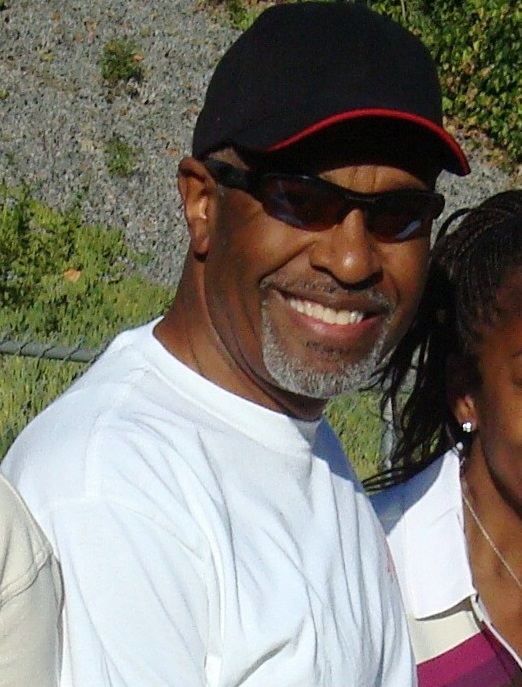

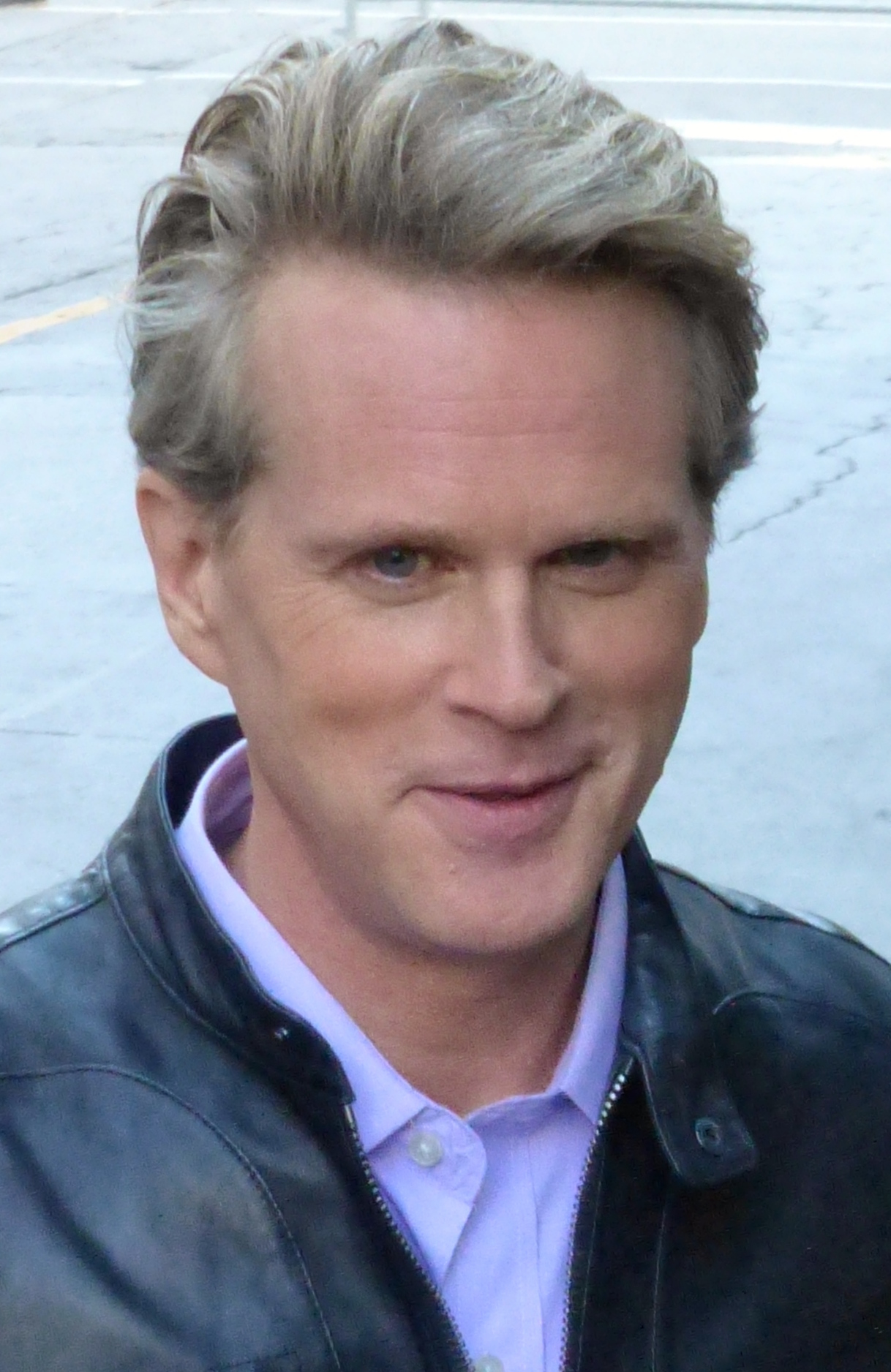

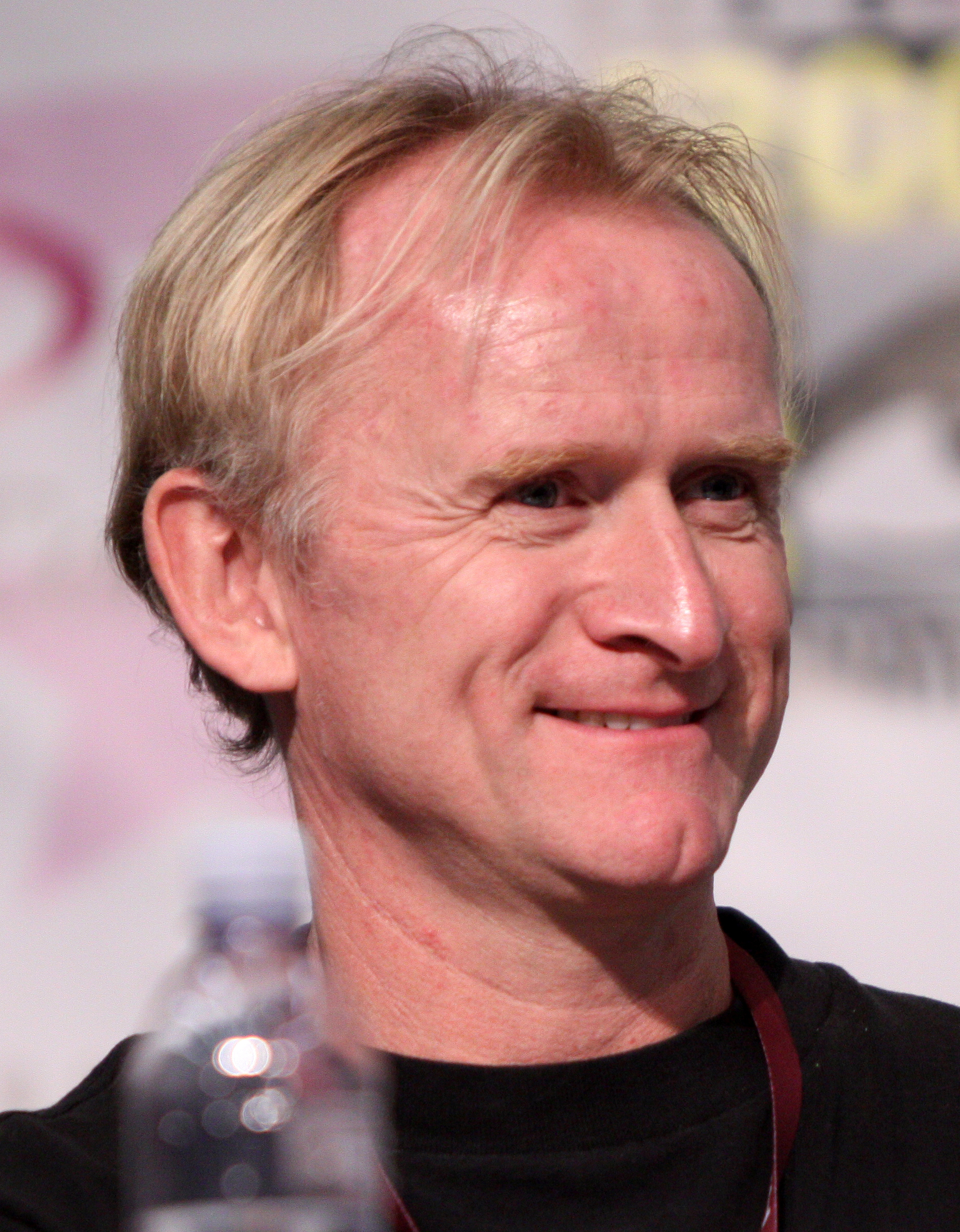

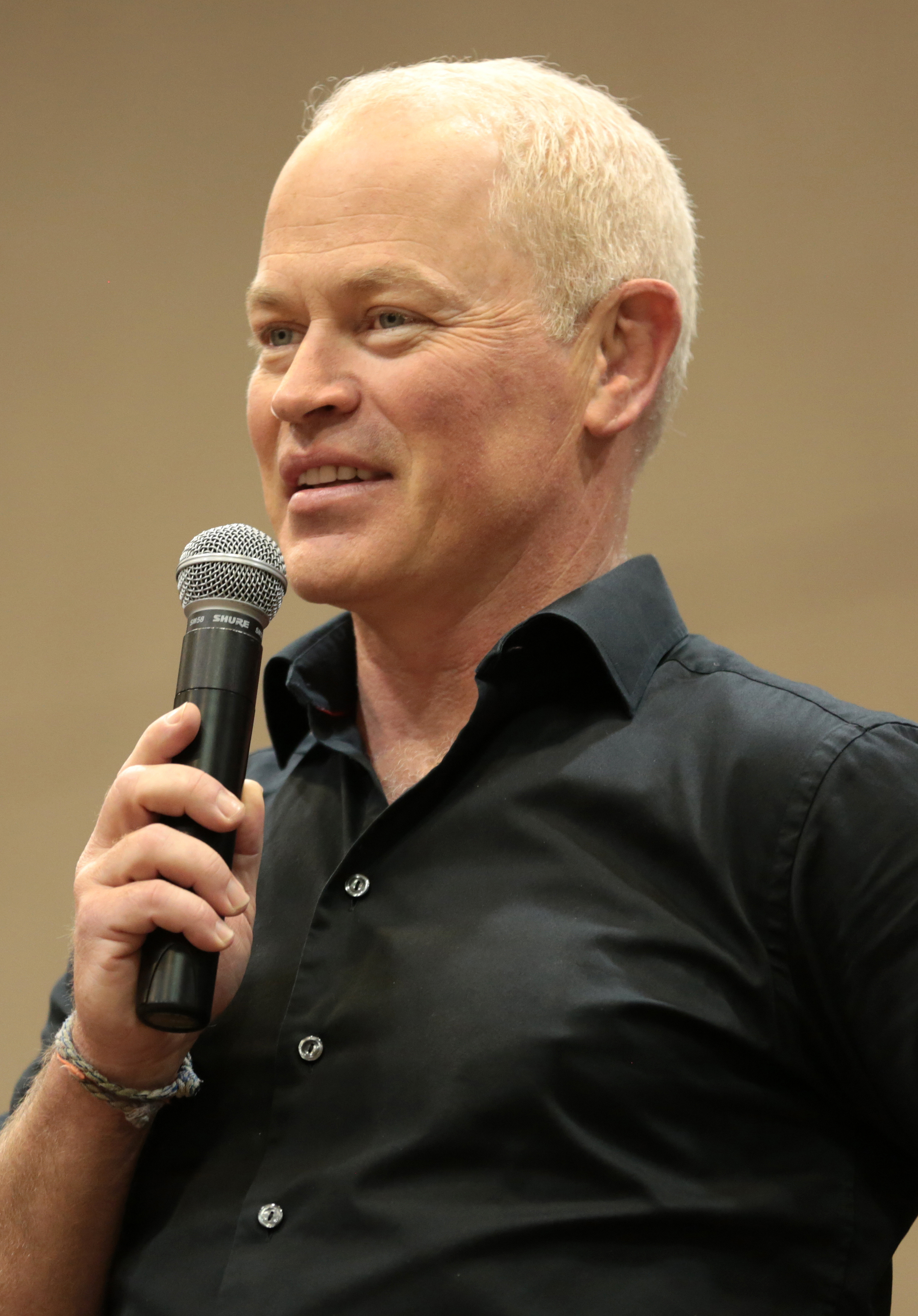

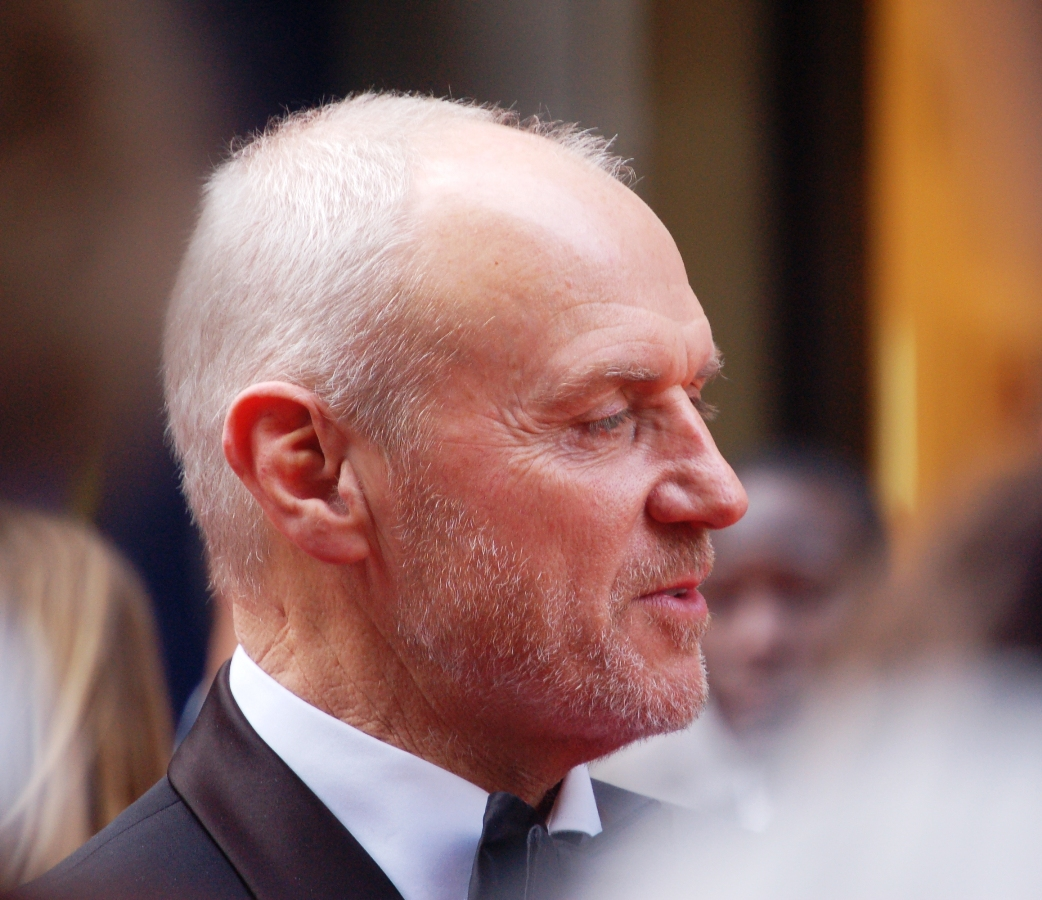

Скаллі, не довіряючи ні Скіннеру, ні Фолмеру, веде своє розслідування викрадення Вільяма за допомогою Рейєс та Самотніх стрільців. Незабаром вона виявляє, що його викрав культ НЛО, який вірить: Вільям врятує людство, але якщо Малдер живий. Якщо ж Фокс мертвий, то Вільям очолить сили зла — прибульців.

## Зміст
Істина поза межами досяжного
Підполковник у відставці Зік Джозефо розповідає про дивний досвід під час війни в Перській затоці і про те, як на його думку, що це привело його до Бога. Коли його розвідувальний загін 26 лютого 1991 року потрапив у засідку під час битви при Аль-Бусайї і перебував на межі поразки, з'явилися четверо таємничих людей та перемогли ворога з дивовижною легкістю. Хоча Джозефо вважає їх янголами-охоронцями, виявляється, що вони майже незнищенні Суперсолдати. Джозефо оповідає цю історію і стоїть над уламками космічного корабля в Канаді.
У ФБР Бред Фолмер здійснює опізнання Самотніми стрільцями імовірної жінки, якою син Дейни Скаллі, Вільям, був викрадений. Фолмер зазначає, що Самотні стрільці ідентифікують жінку, яка забрала дитину і травмувала Джона Доггетта. Однак Фолмер не враховує будь-який потенційний мотив цих злочинів, що змушує розчаровану Скаллі покинути кімнату. Скіннер повідомляє Дейні — вони докладають усіх зусиль в пошуках Вільяма. Байєрс розповідає, що поклав мобільний телефон у речі дитини, щоб вони могли відстежити жінку в пальто. Самотні стрільці знаходять сигнал телефона — десь у Пенсільванії. Моніка Рейєс і Скаллі вирушають шукати Вільяма. На розкопках інопланетний корабель активується і закриває захисний люк — закривши і кількох добровільних археологів. Врешті вони знаходять автокрісло Вільяма разом із мобільним телефоном у покинутому позашляховику. Тим часом Жінка в шинелі повідомляє Джозефо, що у неї є Вільям.
Скаллі зустрічає агента Роберта Комера, в якого вона була змушена стріляти після замаху на Вільяма, і використовує інопланетний артефакт, щоб зцілити його. Комер пояснює, що Джозефо вважає — фізичний прояв Бога існує всередині космічного корабля. Згідно з давнім пророцтвом, Вільяму судилося стати рятівником людства — але тільки в тому випадку, якщо Фокс Малдер ще буде живий. Якщо він помре, Вільям замість цього очолить колоністів. Комер стверджує, що Малдер був нібито вбитий культом, щоб інопланетяни успішно вторглися; він намагався вбити Вільяма, щоб запобігти знищення ним людства. Раптом медсестра і Зубочистка приходять і наказують Рейєс та Скаллі піти. Комер опиняється наодинці із Зубочисткою.
Волтер Скіннер пізніше повідомляє Рейєс і Скаллі, що Комер помер. Рейєс звинувачує Зубочистку та інших в кімнаті у вбивстві Комера. Тим часом Скаллі відвідує Доггетта, який опритомнює і попереджає її не довіряти прихильникам культу. Однак Скаллі йде назустріч Джозефо біля Калгарі. Джозефо стверджує, що захищає Вільяма, але вимагає доказ смерті Малдера — його голову — у обмін на звільнення дитини. Агентки і Самотні стрільці відстежують рух Джозефо. Коли Джозефо повертається на місце розкопок, Жінка в шинелі розповідає, що отвір корабля почав світитися, коли Вільям заплакав. Судно незабаром піднімається в повітря. Дивлячись на це місце здалеку, Скаллі і Рейєс бачать, як корабель виривається з огорожі і вилітає в простір, запалюючи землю під ним. Агентки знаходять неушкодженого Вільяма серед обгорілих тіл сектантів.
У штаб-квартирі ФБР Фолмер просить Керша вилучити своє ім'я з остаточного звіту. Натомість Керш дорікає йому і йде до Зубочистки, який виявляється суперсолдатом.

## Зйомки
«Провидіння» написали Кріс Картер і Френк Спотніц. Велика частина епізоду, як і попередня серія, була заснована на теорії Палеоконтакту; теорія, яка припускає, що розумні інопланетні істоти відвідали Землю в давнину або у преісторію і вступили в контакт з людьми. Раніше ці теми були розглянуті в сюжетній арці «Біогенез»/«Шосте вимирання»/«Amor Fati». Цей епізод, а також той, що його продовжує, обігрує питання, що стосуються традиційної релігії та віри. Згодом з приводу сюжету Роберт Патрік пожартував: «Дитина — Месія. Я нічого з цього не розумію. Я єпископальний, я цього не розумію».
Картер також став режисером епізоду. Спочатку передбачалося, що епізодом мала б керувати інша особа, але ніхто так і не був обраний. В останню хвилину роль взяв на себе Картер. Через обмеженість у часі Картер писав цілі частини сценарію під час зйомок епізоду. Багато акторів і знімальна група були задоволені режисурою Картера. Джилліан Андерсон сказала: «Кріс зняв деякі з наших найкращих епізодів. Він дуже рівний, він тихий і ніжний. І його дуже приємно мати як режисера, тому що ця енергія не може не пронизувати решту знімального майданчика… У нього чітке бачення, і він добре вміє це повідомити». Аннабет Гіш зазначила, що режисура Картера була «дуже прискіпливою» і що він «зумів це зробити»
Початкова сцена епізоду зображує перестрілку під час війни в Перській затоці. Цей кадр, на зйомку якого пішло два дні, був знятий на суходолі, розташованому за годину від Лос-Анджелеса. Ця територія була обрана через її схожість з іракською пустелею. Співвиконавчий продюсер серіалу Мішель Макларен сказала: «Ми (Макларен) та менеджер локації (Ілт Джонс) були в пустелі, ми проїхали цей куточок пагорбів, і я відчувала, що потрапили в іншу країну. Це було так безлюдно, і були кам'яні будівлі, які виглядали так, ніби в них вибухнула бомба. Це було ідеально». Щоб додати автентичності зйомці, кілька статистів, використаних під час цієї сцени, були з колишніх військових США.
На відміну від багатьох декорацій, показаних у серії, які були зняті на звуковій сцені «Fox», знімок закопаного космічного корабля інопланетян був зроблений на пагорбах поблизу Сімі-Валлі. Картер хотів, щоб повномасштабний макет інопланетного корабля був закопаний у землю. Це було незвично для серіалу; зазвичай невелика частина корабля була б закопана в землю, а решта зроблена або за допомогою цифрової графіки, або масштабної моделі. У цьому епізоді, однак, усі кадри інопланетного корабля, без зльоту, були зроблені практично. Щоб створити потойбічне світіння корабля, у кораблі було заховано понад 100 ламп. Корабель також був покритий вигаданими персонажами, які були запрограмовані на комп'ютері, роздруковані як наклейки, а потім нанесені на корпус корабля.

## Показ і відгуки
Прем'єра «Провидіння» вперше відбулася в мережі «Fox» у США 10 березня 2002 року. Цей епізод отримав рейтинг Нільсена 5,2, що означає — його побачили 5,2 % домогосподарств країни, і переглянули 5,49 мільйона домогосподарств та 8,4 мільйона глядачів. Згодом цей епізод вийшов в ефір на «BBC Two» 19 січня 2003 року. Пізніше «Провіденс» був включений у «The Equipment. Міфологія X-Files, том 4 — Супер Солдати», колекцію DVD, що містить епізоди, пов'язані з сюжетною лінією інопланетних суперсолдатів.
«Провіденс» отримав неоднозначні відгуки телекритиків. Джессіка Морган з «Телебачення без жалю» присвоїла цьому епізоду рейтинг B+. Джеффрі Робінсон з «DVD Talk» зробив висновок, що «Провіденс», поряд з попереднім епізодом «Провенанс», «досить добре справляється без включення Духовни» через свою прихильність «основній сюжетній лінії серіалу (про) урядові змови». Роберт Ширман і Ларс Пірсон у книзі «Хочемо вірити: критичний посібник з Цілком таємно, Мілленіуму і Самотніх стрільців», оцінили епізод в 1 зірку з п'яти. Вони назвали епізод «неглибоким, претензійним і внутрішньо непослідовним» та висміяли його сюжет. Вони написали, що «у центрі міфології (серії) є ситуація, що залежить від Малдера та дитини. Один з них відсутній, а інший не може говорити». Крім того, Ширман і Пірсон розкритикували момент із проханням про голову Малдера, але похвалили тизер епізоду. М. А. Кренг у книзі «Заперечуючи правду: перегляд „Секретних матеріалів“ після 11 вересня» також похвалив тизер, назвавши його «славетним», але різко критикував решту епізоду як «заплутану та непроникну історію». Том Кессеніч написав переважно негативну рецензію на епізод і висміяв його сюжет. Він зазначив, що «поки цей серіал завершується, можна подумати, що Картер і Спотніц поспішають вирішити деякі з безлічі запитань, які вони поставили. Натомість „Провидіння“ було більше того, що ми звикли очікувати в останні два сезони».

## Знімалися
| Актор                  | Роль                    |
| ---------------------- | ----------------------- |
| Роберт Патрік          | Джон Доггетт            |
| Джилліан Андерсон      | Дейна Скаллі            |
| Аннабет Гіш            | Моніка Рейєс            |
| Мітч Піледжі           | Волтер Скіннер          |
| Джеймс Пікенс Молодший | Елвін Керш              |
| Кері Елвес             | Бред Фолмер             |
| Брюс Гарвуд            | Джон Фіцджеральд Байєрс |
| Том Брейтвуд           | Мелвін Фрогікі          |
| Дін Гаглунд            | Річард Ленглі           |
| Ніл Мак-Дона           | Роберт Комер            |
| Деніс Форест           | Самотній чоловік        |
| Алан Дейл              | Зубочистка              |
| Керрі Кін              | Медсестра               |
| Джеймі Макшейн         | Солдат                  |